# Semidalis kazakhstanica
Semidalis kazakhstanica är en insektsart som beskrevs av Zakharenko 1988. Semidalis kazakhstanica ingår i släktet Semidalis och familjen vaxsländor. Inga underarter finns listade i Catalogue of Life.